# Федорова Софія Василівна
Федорова Софія Василівна (нар. 28 вересня 1879 — пом. 3 січня 1963) — російська балерина. На сцені Федорова 2-га (перша Федорова вже була в кордебалеті). У неї була молодша сестра, яка теж стала балериною, — Ольга Василівна Федорова (1882, Москва, — 1942, Ленінград), яка виступала як Федорова 3-тя та одна з перших радянських актрис, які отримали звання заслуженої артистки республіки, і брат Михайло, теж артист балету.
Чоловік: відомий оперний співак і режисер оперних вистав П. С. Оленін.

## Біографія
Софія Федорова народилася 16 (28) вересня 1879 року в московській родині ремісника-мідника. В метриці вказувалось, що її батько «московський цеховик, мідного цеху». Мідники і ковалі на той час були, зазвичай, з осілих циган. Батько Василь Федорович скоро помер, мати Ганна Михайлівна залишилася з трьома малолітніми дітьми. Допоміг родич, який служив у Великому театрі, влаштувавши всіх трьох дітей на повний пансіон до Імператорського московського театрального училища. Діти навчалися на балетному відділенні. Софія закінчила курс у 1899 році, молодша сестра Ольга — в 1901 році екстерном.
Педагогом Софія Федорової був Н. П. Домашев. Відразу після закінчення училища з 1 вересня 1899 року вона була прийнята до балетної трупи імператорського Великого театру і спочатку зарахована в «корифейки», минувши, всупереч звичаям, кордебалет, і де за традиціями часу стала виступати під артистичним псевдонімом Федорова 2-га. У 1900 році їй довелося несподівано замінити хвору К. В. Гельцер у партії Мерседес в «Дон Кіхоті» Людвіга Мінкуса. Виступ пройшов з великим успіхом, і в тому ж році Софія Федорова була переведена в розряд других танцівниць, дуже швидко стала балериною I класу, а потім і «примою» з окладом 4 тисячі рублів на рік — гроші на ті часи чималі. І крім того, відома парфумерна фабрика вибрала її серед інших жінок-знаменитостей своїм рекламним обличчям.
В цей час на неї звернув увагу балетмейстер О. О. Горський, який відзначив у неї її індивідуальності бурхливий темперамент і яскраву майстерність перевтілення, і почав працювати з нею, ставлячи спеціально для неї дивертисменти і танцювальні номери. Євген Гольцман на своєму авторському сайті «Зірки російського балету початку XX століття» зазначає, що «Горський ставив для Федорової іспанські танці, які приводили зал в екстаз». Від виконання класичних партій вона, як правило, відмовлялася, не відчуваючи себе достатньо підготовленою до них технічно. Її стихією був характерний танець.
В житті Федорова справляла враження худенької і немічної істоти, скромно одягненої і досить неохайної. На сцені у неї немов вселявся біс, вона своїм шаленством захоплювала всю трупу. У неї була досить слабка техніка. Їй важко було танцювати класичні ролі, але вона була незрівнянною драматичною актрисою. Горський спеціально для Федорової переробив кілька партій у класичних балетах, в тому числі нову версію партії Дружини хана в «Конику-Горбунку» Цезаря Пуні, Бабусю в «Золотій рибці» Л. Мінкуса та інші.
У 1909—1913 роках Федорова брала участь у балетних Російських сезонах С. П. Дягілєва у Парижі, де вже працював її брат Михайло Федоров. Вона там провела кілька балетів у хореографії М. М. Фокіна, зокрема у балеті «Вакханалія» танцювала разом з дружиною славетного балетмейстера Вірою Фокіної.
У 1913 році вона вперше станцювала Жізель в однойменному балеті Адольфа Адана. Ця партія стала фатальною для балерини. Сцену божевілля своєї героїні, актриса, наділена особливою чуйністю, неврівноваженістю і величезним даром перевтілення, проводила настільки щиро, що критика відзначала відхід від театральної пластики до натуралістичності. Через невеликий час лікарі констатували у неї серйозний нервовий розлад, провісник швидкого психічного захворювання. Євген Гольцман на сайті «Зірки російського балету початку XX століття» пише: «8 жовтня 1913 року театральний лікар зазначив у Федорової безсоння, запаморочення, занепад сил, підвищену збудливість: „Дратівливість, вразливість, швидка стомлюваність, швидка, різка зміна в настрої — від повної млявості і апатії з рясними сльозами до підвищеного бадьорого, живого стану духу“». Виконання партії Жізелі, до якої балерина готувалася кілька років, довелося негайно припинити.

## Після Большого театру
В 1917 році закінчився термін договору балерини з дирекцією Большого театру, але вона ще продовжувала зрідка з'являтися на сцені. Однак через хворобу, що посилювалася все частіше Софія Федорова не з'явилася на вистави. В грудні 1918 року у зв'язку із частими пропусками їй було призупинено грошове утримання. У січні 1919 року вона звернулася до художньо-репертуарного комітету балетної трупи з проханням про допомогу, бо «через важку хворобу» не могла брати участь у виставах. У лікарському свідоцтві говорилося, що вона страждає на «гостро-неврастенічними явищами у важкій формі». І на початку 1919 року вона виїхала з Москви до Петербурга, де до того часу з 1918 року працював її чоловік — Петро Сергійович Оленін, знаменитий оперний співак, режисер оперних постановок і керуючий оперної трупи Маріїнського театру.
28 січня 1922 року Петро Сергійович Оленін помер. Поховавши чоловіка в Москві, Софія Василівна відразу вирішила виїхати з країни, і вже навесні того ж року виїхала за кордон, як офіційно вважалося — на лікування, але фактично це була еміграція.

## Еміграція
Виїхавши за кордон, Федорова відразу приступила до роботи. Вона виступала в Берліні в пантомімі «Покривало Пьєретті», поставленої за твором Артура Шніцлера. Ніна Берберова, яка бачила цю виставу, згадувала більш ніж через півстоліття: «Коли Чабров і Федорова-друга танцювали польку у другій дії, а мертвий П'єро з'явився на балкончику…, я вперше зрозуміла (і назавжди), що таке справжній театр, і в мене ще й зараз проходить по спині холодок, коли я згадую шніцлеровську пантоміму у виконанні цих трьох акторів. Такий театр входить у кров глядача не метафорично, а буквально, що робить з ним, змінює його, впливає на все його подальше життя».
З Берліна Федорова вирушила до Парижа, вирішивши влаштуватися там, оскільки в Парижі осіло багато російських емігрантів, які добре пам'ятали її сценічну діяльність. Вона давала уроки балету і періодично виступала з концертами на естраді. Але хвороба прогресувала, і Софія Федорова все частіше проводила час в психіатричних лікарнях.
У 1925—1926 роках працювала в трупі Анни Павлової. У 1928 році Сергій Дягілєв запросив її на виступи з «Російським балетом», саме в його трупі вона вперше зачарувала Париж своєю появою в «Половецьких танцях» і ось через 19 років знову опинилася в його трупі. Це був останній виступ Софії Федорової. Її хвороба знову загострилася, і вона була поміщена в госпіталь, звідки її забрав товариш — Г. Столповський, який і підтримував до кінця її днів.

## Творчість

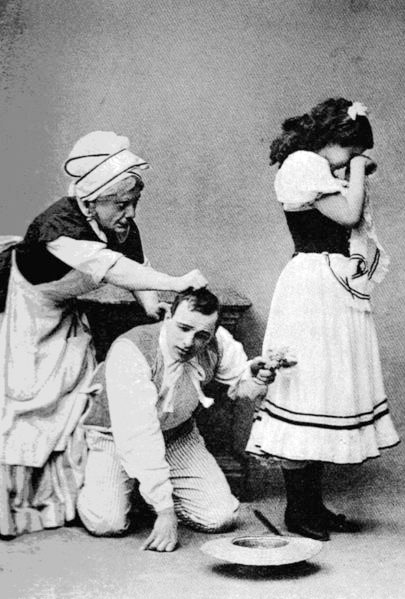
Сцена з балету «Марна обережність», праворуч — С. В. Федорова в ролі Лізи. Близько 1915 року.

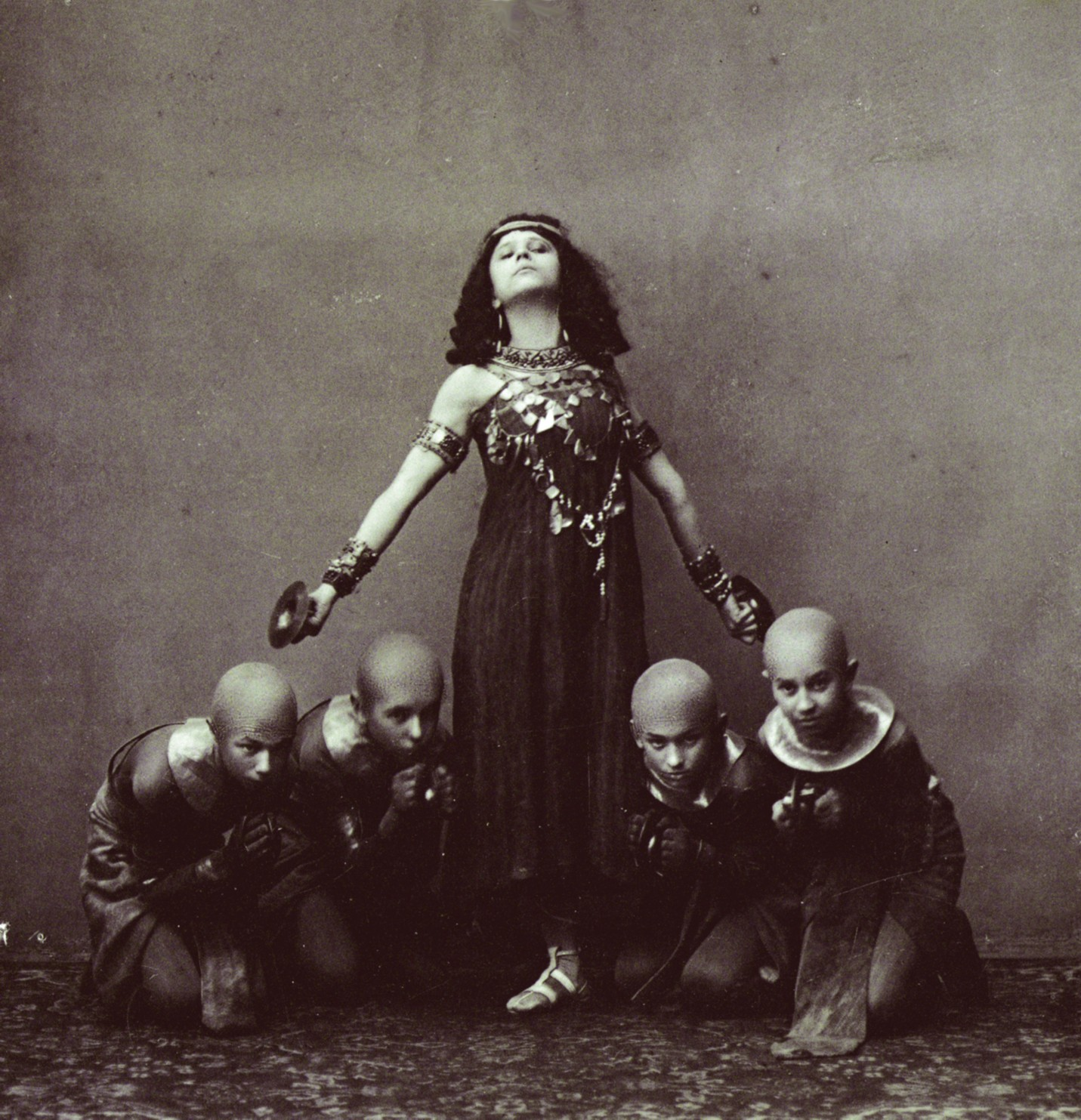
С. В. Федорова в балеті «Дочка фараона». 1909 рік.

Партії на сцені Великого театру:
- 1901 — «Танець Анітри» на музику Е. Гріга, балетмейстер О. Горський
- 1901 — «Коник-горбоконик» Ц. Пуні, балетмейстер О. Горський — Дружина хана
- 1902 — «Дочка Гудули» А. Симона, балетмейстер О. Горський — Есмеральда
- 1903 — «Золота рибка» Л. Мінкуса з додаванням музики інших композиторів, балетмейстер О. Горський — Стара
- 1906 — «Робер і Бертрам, або Два злодія» В. Шмідта і Пуні (з додаванням музики Ф. Шумана, Ф. Шопена, П. Чайковського), балетмейстер О. Горський — служниця Селестен
- 1907 — «Аленький цветочек» Ф. Гартмана — іспанський танець
- 1910 — «Саламбо» А. Арендса, балетмейстер А. Горський — Рабиня (жриця Молоха)
- 1913 — «Жізель» А. Адана в хореографії Маріуса Петіпа — Жизель
- 1914 — «Коник-Горбоконик» Ц. Пуні — Циганський танець в хореографії О. Горського
- «Дон Кіхот» — Вулична танцівниця,  Мерседес
- «Дочка фараона» Мінкуса — Хіта
- «Спляча красуня» П. І. Чайковського — Біла кішечка
- «Даремна обережність» П. Гертеля — Ліза
- «Корсар» Адольфа Адана — Гюльнара і Медора
- «Паризький ринок» Ц. Пуні — Жоржетта
- «Чарівне дзеркало» А. Корещенко — Принцеса
- «Коник-Горбоконик», — український танець
- «Раймонда» О. Глазунова, балетмейстер М. В. Петіпа — панадерос
- «Руслан і Людмила» М. Глінки. Балетний акт в опері — лезгинка
- «Пори року» А. Глазунова — вакханалія
- «Баядерка» Мінкуса — індуський танець
- «Коппелія» Лео Деліба — чардаш

«Російські сезони» у Парижі:
- 1909 — «Половецькі танці» О. П. Бородина, балетмейстер М. М. Фокін — половецька дівчина
- 1909 — «Вакханалія» на музыку А. К. Глазунова — танцювальний дивертисмент
- 1909 — «Бенкет», сюїта танців — танець чардаш на музику А. К. Глазунова в постановці О. Горського, в партнерстві з  М. М. Мордкіним
- 1910 — «Шехеразада» на музику  М. А. Римського-Корсакова, балетмейстер М. М. Фокін —  одаліска
- 1913 — «Клеопатра» (інша назва балету «Єгипетські ночі»)  А. С. Аренського з музикою інших композиторів —  Таор

## Значення творчості
Критика відзначає творчість балерини: «Федорова була характерною танцівницею. Але навіть характерні танці в дивертисментах ставали у виконанні Ф. яскравим явищем, отримуючи самостійне значення. Володіючи величезним стихійним темпераментом, надзвичайною експресією, що доходить до екстатичних станів, драматичним хистом, вона створювала емоційно насичені образи, позначені як правило, в похмурі тони, що з часом набувало все більшої ваги в її творчості.
Вячеслав Іванов сказав про Ф. що „всім своїм виглядом вона будить смутний, таємний спогад. Пов'язані стихії, приховані за звичайним життям, вміє розв'язувати ця заклинателька. Її сфера — темна містика душі“».